# Vittorio Veneto (1937)
Vittorio Veneto – włoski pancernik z okresu II wojny światowej typu Vittorio Veneto. Okręt nazwano na cześć zwycięskiej dla Włochów bitwy, która miała miejsce podczas I wojny światowej pod Vittorio Veneto.

## Historia
Stępkę pod pierwszy włoski pancernik, którego wymiary przekraczały ograniczenia wynikające z traktatów rozbrojeniowych (35 000 ton wyporności), położono 28 października 1934 r. w stoczni Cantieri Riuniti dell’Adriatico San Marco w Trieście. Wodowanie nastąpiło 22 sierpnia 1937 r. Oddano go do służby w Regia Marina 6 maja 1940 r.
Do akcji wszedł 1 września 1940 r., gdy wspólnie z pancernikiem „Littorio” wziął udział w operacji Hats; także 29 września 1940 r. wziął udział w operacji MB 5. W trakcie brytyjskiego ataku na port Tarent, w nocy z 11 na 12 listopada 1940 r., znajdował się w porcie, uniknął uszkodzeń.
27 listopada 1940 r. wziął udział w bitwie koło przylądka Spartivento, gdzie siedem salw jego artylerii głównej, w których wystrzelono 19 pocisków, zmusiło siły brytyjskie, by się wycofały. Podczas bitwy okręt został jednak uszkodzony po trafieniu torpedą z samolotu pokładowego brytyjskiego lotniskowca „Formidable”. Skierowany do naprawy do portu w Genui został w trakcie pobytu w nim ponownie uszkodzony w czasie bombardowania 8 lutego 1941 r.
27 marca 1941 r. wziął udział w bitwie koło przylądka Matapan. W pierwszej fazie bitwy zmusił brytyjskie krążowniki do wycofania, następnie został trafiony torpedami zrzuconymi z samolotów pokładowych lotniskowca „Formidable”. W wyniku tego trafienia do wnętrza okrętu wdarło się 4 tysiące ton wody, jednak udało mu się o własnych silach dotrzeć do bazy. 27 września 1941 r. ponownie wziął udział w ataku na brytyjski konwój „Halbert” płynący z Malty. 14 grudnia 1941 r. w trakcie ochrony konwoju zmierzającego do Libii został trafiony torpedą przez brytyjski okręt podwodny HMS „Urge” z 10. flotylli okrętów podwodnych stacjonującej na Malcie.
Skierowany do naprawy w porcie La Spezia, 15 czerwca 1942 r. został uszkodzony w trakcie bombardowania. Z portu wypłynął 9 września 1943 r. wraz z grupą innych włoskich okrętów i udał się w kierunku Malty. W trakcie rejsu uniknął uszkodzeń i 10 września 1943 r. wpłynął do portu Valletta, gdzie poddał się siłom alianckim. Został internowany i skierowany do Egiptu, gdzie przebywał do końca wojny. W 1947 r. został przejęty przez Wielką Brytanię w ramach reparacji wojennych. Nie wszedł jednak do służby; 1 lutego 1948 r. został skreślony z listy floty, a następnie złomowany w La Spezia w latach 1951–1954.

## Dowódcy
- kmdr Giuseppe Sparzani (30.04.1940-17.02.1942)
- kmdr Corso Pecori Girardi (18.02.1942-4.11.1943)
- kmdr Luciano Sotgiu (5.11.1943-13.01.1944)
- kmdr Rodolfo Del Minio (14.01.1944-30.05.1945)
- kmdr Francesco Mimbelli (31.05.1945-10.05.1946)
- kmdr por. Marco Calamai (11.05.1946-22.06.1947)
- kmdr por. Ernesto Notari (23.06.1947-05.09.1947)
- kmdr Mario Bartalesi (06.09.1947-30.12.1947)
- kmdr por. Bruno Zani (31.12.1947-2.06.1948)